# Clifford Geertz
Clifford James Geertz (San Francisco, 23 augustus 1926 - Philadelphia, 30 oktober 2006) was een Amerikaanse cultureel antropoloog. In de Tweede Wereldoorlog diende Geertz bij de Amerikaanse marine (1943-45). Daarna studeerde Geertz aan het Antioch College in Yellow Springs (Ohio). In 1950 haalde hij zijn B.A. Hij vervolgde zijn studie aan Harvard waar hij in 1956 zijn Ph.D. haalde. Hij doceerde aan een aantal onderwijsinstellingen. In de periode 1960-1970 was hij verbonden aan de faculteit antropologie van de University of Chicago.
Daarna werd hij benoemd tot hoogleraar in de sociale wetenschappen aan het Institute for Advanced Study (IAS) in Princeton van 1970 tot 2000. 
In zijn periode bij de universiteit van Chicago werd Geertz een kampioen van de symbolische antropologie, die groot belang hecht aan de rol van symbolen in de samenleving. Symbolen geven richting aan het handelen. Volgens Geertz is cultuur "een systeem van geërfde concepten, uitgedrukt in een symbolische vorm, door middel waarvan mensen hun kennis en attitude ten aanzien van het leven communiceren, bestendigen en ontwikkelen".
De functie van cultuur is betekenis toekennen aan de wereld en die begrijpelijk te maken. De taak van antropologen is te trachten de richtinggevende symbolen van iedere cultuur te verklaren.
Geertz heeft uitgebreid etnografisch onderzoek verricht in Zuidoost-Azië en Noord-Afrika.
Ook heeft hij bijgedragen aan de sociale en culturele theorievorming en is nog steeds invloedrijk doordat hij de antropologie wil laten focussen op de betekeniskaders waarbinnen verschillende volkeren hun leven leiden.
Geertz heeft zich beziggehouden met religie (in het bijzonder de islam), bazarhandel, economische ontwikkeling, traditionele politieke structuren en met het leven in het dorp en in familieverband. 
De laatste jaren van zijn leven werkte Geertz als emeritus aan het Institute for Advanced Study (IAS) in Princeton. Hij hield zich bezig met vraagstukken met betrekking tot etnische diversiteit en de implicaties daarvan in de moderne wereld. Hij schreef ook recensies voor The New York Review of Books.

## Belangrijkste publicaties

### Boeken in het Engels
- The Religion of Java (1960)
- Peddlers and Princes (1963)
- Agricultural Involution: The Process of Ecological Change in Indonesia (1964)
- Islam Observed, Religious Development in Morocco and Indonesia (1968)
- The Interpretation of Cultures (1973)
- Negara: The Theater State in Nineteenth Century Bali (1980)
- Local Knowledge; Further Essays in Interpretative Anthropology (1983)
- Works and Lives: The Anthropologist as Author (1988). Ned. vertaling: De antropoloog als schrijver. Kampen: Kok Agora, 1989.

### Publicaties in het Nederlands
- Alle publicaties in het Nederlands